# Aftokinitodromos 7
Der Aftokinitodromos 7 / Αυτοκινητόδρομος 7 (griechisch für ‚Autobahn 7‘), auch Aftokinetodromos Moreas genannt, ist eine griechische Autobahn, die Korinth im Norden des Peloponnes mit Kalamata im Süden des Peloponnes verbindet. Er ist Teil der Europastraße 65.

## Verlauf
Die A7 orientiert sich weitestgehend am Verlauf der Ethniki Odos 7, ist mit deren Verlauf aber nicht identisch (Abweichung zwischen Tripoli und Korinth).
Von Korinth aus führt die A7 in südsüdwestlicher Richtung zwischen den Bergen Penteskoufa und Kastro auf Nemea zu. Nemea wird im Süden passiert, wonach sie zwischen den Bergen Panagoraki und Mega Vouno nach Südwesten schwenkt. Entlang der Ostflanke des Mega Vouno und des weiter südwestlich gelegenen Berges Melidoni im Tal des Flusses Inachos läuft die A7 auf die nordsüdlich ausgerichtete Bergkette des Artemisio zu, die im Artemisio-Tunnel unterquert wird. Nach Verlassen des Artemisio-Tunnel führt sie im Osten von Tripoli vorbei und verschwenkt nach Westsüdwest. Assea wird im Süden passiert, und die Trasse der A7 läuft auf die Nordausläufer des Berges Tsemberou zu. Im Rapsomatis-Tunnel werden diese Ausläufer unterquert. Anschließend biegt sie in südsüdwestliche Richtung ab und führt im Osten an Megalopoli vorbei auf Kalamata zu, wobei das Tal zwischen den Bergen Bouzouri (Südosten) und Koula (Nordwesten) durchquert wird, bevor die Talebene von Kalamata erreicht wird. Entlang des Flusses Pamisos führt die A7 östlich von Messini und des Flughafens von Kalamata in die Stadt Kalamata.

## Bau und Ausbau
Der Abschnitt von Korinth bis nach Thouria/Messini ist durchgängig mit zwei Richtungsfahrbahnen mit je zwei Fahrspuren und einem Standstreifen als Autobahn gebaut. Bis zur Eröffnung der Tsakona-Bogenbrücke am 28. Februar 2016 stand in diesem Bereich nur eine Spur pro Fahrtrichtung zur Verfügung; seit der Eröffnung ist die Autobahn auch hier zweispurig. Der letzte ca. 10 km lange Abschnitt von Thouria nach Kalamata wurde Ende 2016 fertiggestellt.

## Mautpflicht
Die Autobahn 7 ist von Korinth bis Kalamata mautpflichtig. Die zurzeit im Bau befindliche Umgehung der Stadt Kalamata selbst wird nicht mautpflichtig sein.
Im Oktober 2014  betrug die Mautgebühr für PKW von Athen bis nach Messini rund 17 Euro. Von Korinth bis Messini passiert man 5 Mautstellen. Die Gebühren liegen dort zwischen 1,20 und 2,80 Euro.
Barzahlung ist an allen Mautstellen möglich. Mit dem sogenannten e-Pass ist es seit 2008 möglich, Fahrspuren, die für die elektronische Mauterhebung ausgerichtet sind, zu nutzen und dadurch Zeit zu sparen. Der e-Pass ist an verschiedenen Mautstationen erhältlich.
Für Besitzer des e-Passes stehen mehr Durchfahrten an den Mautstellen zur Verfügung als für Barzahler.

## Vernetzung
Durch die Autobahn 7 werden die Flughäfen von Tripoli und Kalamata verbunden. Von der Abfahrt Messini sind es ca. 3 km bis zum Flughafen von Kalamata.

## Besonderheiten
Die Autobahn 7 verfügt über fünf Tunnelbauwerke mit jeweils einer Tunnelröhre pro Richtungsfahrbahn: Artemisio-Tunnel (1,4 km Länge), Rapsommati (1,3 km Länge), Kalogeriko (750 m Länge), Neochori (700 m Länge) und Sterna (900 m Länge). Direkt nach dem Artemisio Tunnel kommt in Fahrtrichtung Kalamata eine Raststätte mit einer sehr schönen Aussicht, allerdings ist das Essenangebot relativ bescheiden.
Am Autobahnende in Korinth besteht eine Gabelung ohne direkte Spur in die A8 in Richtung Patras.

## Sehenswürdigkeiten
Von der Autobahn 7 sind das antike Korinth, der Kanal von Korinth (via A8), das antike Nemea und das umliegende Weinanbaugebiet und die antiken Stätten Mykene, Mantineia, Assea und Megalopoli erreichbar.